# Tapponia
Genre
Tapponia est un genre d'araignées aranéomorphes de la famille des Oxyopidae.

## Distribution
Les espèces de ce genre se rencontrent à Taïwan, en Malaisie et en Indonésie.

## Liste des espèces
Selon World Spider Catalog (version 25.5, 06/02/2025) :
- Tapponia auriola Lo, Cheng & Lin, 2024
- Tapponia micans Simon, 1885
- Tapponia parva Lo, Cheng & Lin, 2024
- Tapponia rarobulbus Lo, Cheng & Lin, 2024

## Systématique et taxinomie
Ce genre a été décrit par Simon en 1885.

## Publication originale
- Simon, 1885 : « Arachnides recueillis par M. Weyers à Sumatra. Premier envoi. » Annales de la Société Entomologique de Belgique, vol. 29, p. 30-39 (texte intégral).